# Mount Calm
Mount Calm város az USA Texas államában, Hill megyében. Lakosainak száma 282 fő (2020. április 1.).

## Népesség
A település népességének változása:
| Lakosok száma | 310  | 320  | 282  |
|               | 2000 | 2010 | 2020 |